# Andrologi
Andrologi är läran om mannen som biologisk varelse, motsvarigheten till gynekologin för kvinnan. Kunskapen om mannens sjukdomar används inom det medicinska området för att behandla specifika sjukdomstillstånd i mannens könsorgan, sexuella funktion eller hormonproduktion. Sexuellt överförbara infektionssjukdomar räknas inte till andrologin, som är en underspecialitet till urologin, utan venereologin, även om dessa tillstånd också upptäcks och behandling startar på de urologiska mottagningarna. Exempel på sjukdomstillstånd som utreds och behandlas av androloger är potensproblem och fertilitetsproblem.
En androlog är en läkare som arbetar speciellt med sjukdomar och störningar i mannens fortplantningsorgan.